# UMTS

Архітектура мережі UMTS

Універсальна Мобільна Телекомунікаційна Система (англ. Universal Mobile Telecommunications System, UMTS) — технологія стільникового зв'язку, розроблена Європейським Інститутом Стандартів Телекомунікацій (ETSI) для впровадження 3G у Європі. Як спосіб передачі даних через повітряний простір використовується технологія W-CDMA, стандартизована відповідно до проекту 3GPP відповідь європейських вчених і виробників на вимогу IMT-2000, опублікована Міжнародним союзом електрозв'язку як набір мінімальних критеріїв мережі стільникового зв'язку третього покоління.
З метою відмінності від конкуруючих рішень, UMTS також часто називають 3 GSM з метою підкреслити належність технології до мереж 3G і його спадкоємність у розробках мереж стандарту GSM.

## Можливості

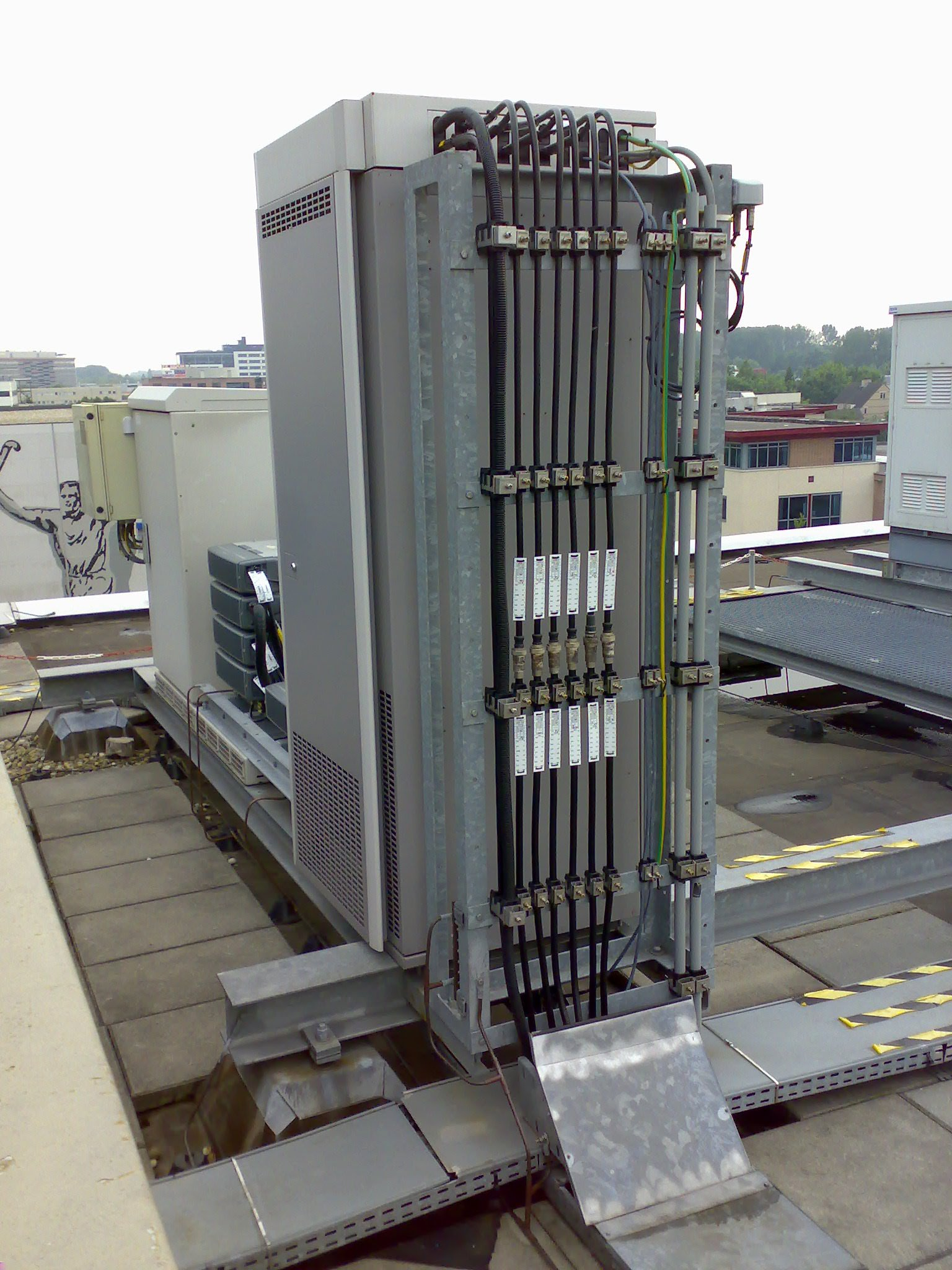
Базова станція UMTS на даху будівлі

UMTS, використовуючи розробки W-CDMA, дозволяє підтримувати швидкість передачі інформації на теоретичному рівні до 21 Мбіт/сек. (при використанні HSPA+). Тепер найвищими швидкостями вважаються 384 Кбіт/сек для мобільних станцій технології R99 і 7,2 Мбіт/сек для станцій HSDPA в режимі передачі даних від базової станції до мобільного терміналу. Це є стрибком в порівнянні із значенням в 9,6 Кбіт/сек при передачі даних по каналу GSM, або використанням відповідно до технології HSCSD кількох каналів 9,6 Кбіт/сек (при цьому максимально досягається швидкість 14,4 Кбіт/сек в CDMAOne), і, разом з іншими технологіями бездротової передачі даних (CDMA2000, PHS, WLAN) дозволяє отримати доступ до Всесвітньої павутини та інших сервісів за допомогою використання мобільних станцій.
Попереднє 3G покоління  (2G чи друге покоління) мобільного зв'язку включає в себе такі технології як GSM, IS-95, PHS, який використовується в Японії, PDC та деякі інші, прийняті на озброєння в різних країнах. Еволюційним етапом на цьому шляху розвитку телекомунікацій є покоління «2,5G», що означає застосування в мережах технології GPRS. Теоретично швидкість передачі даних за допомогою GPRS може становити максимально 171,2 Кбіт/сек, але на практиці вона коливається в межах 56 Кбіт/сек, що тим не менше підвищує привабливість технології, заснованої на пакетній комутації, в порівнянні з більш повільними в передачі даних способами, заснованими на комутації каналів. GPRS застосована в багатьох стільникових мережах стандарту GSM, а наступний етап у цій технології — EDGE, який використовує складніші схеми кодування інформації - дозволяє підняти швидкість передачі даних до 473,6 Кбіт/с в теорії і до 180 Кбіт / сек на практиці. Мережі, розгорнуті із застосуванням EDGE, зараховують до покоління «2,75G». Поліпшений GPRS це і є EDGE. GSM/EDGE складають один з рівнів доступу 3G/UMTS — GERAN.
Починаючи з 2006 року на мережах UMTS повсюдно поширюється технологія високошвидкісної пакетної передачі даних від базової станції до мобільного терміналу HSDPA, яку прийнято зараховувати до мереж покоління «3,5G». До початку 2008 року HSDPA підтримувала швидкість передачі даних в режимі «від базової станції до мобільного терміналу» до 7,2 Мбіт/сек. Також ведуться розробки щодо підвищення швидкості передачі даних в режимі від мобільного терміналу до базової станції HSUPA. У довгостроковій перспективі, згідно з проектами 3GPP, планується еволюція UMTS в мережі четвертого покоління 4G, що дозволяють базовим станціям передавати і приймати інформацію на швидкостях 100 Мбіт/сек і 50 Мбіт/сек відповідно, завдяки вдосконаленому використанню повітряного середовища за допомогою мультиплексування з ортогональним частотним (скоріше за все, мається на увазі фазовим) поділом сигналів OFDM.

швидкість передавання інформації в мережі

UMTS дозволяє користувачам проводити сеанси відеоконференцій за допомогою мобільного терміналу, проте досвід роботи операторів зв'язку Японії та деяких інших країн показав невисокий інтерес абонентів до даної послуги. Набагато перспективнішим видається розвиток сервісів, що пропонують завантаження музичного та відео контенту: високий попит на послуги такого роду був продемонстрований у мережах 2,5G.

## Технологія

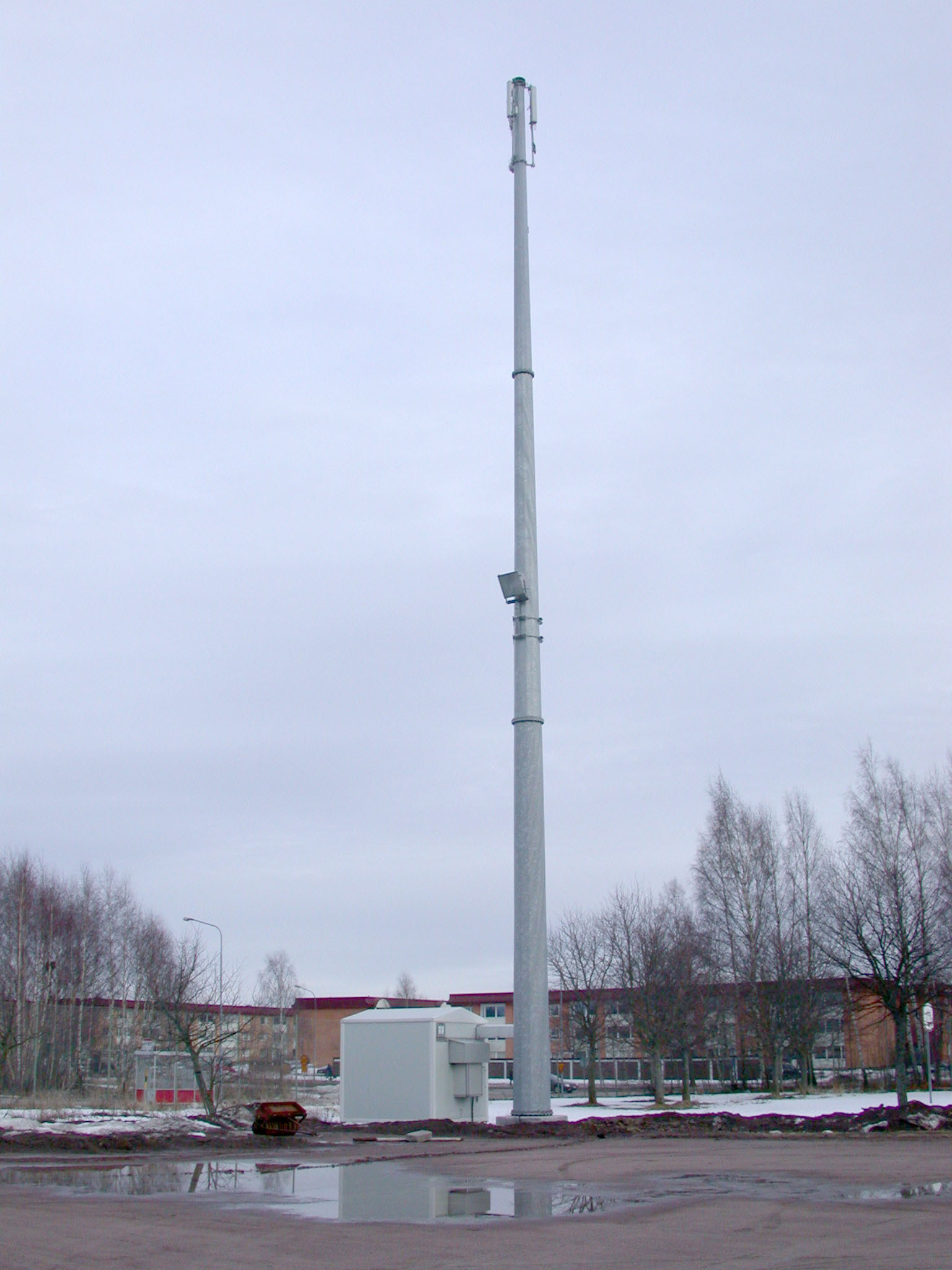
Базова станція UMTS (Швеція).

Подана нижче інформація не може бути застосована до мереж, які відрізняються від UMTS, але використовують радіо-інтерфейс W-CDMA: такими, як, наприклад, FOMA
UMTS розгортається шляхом впровадження технологій радіо-інтерфейсу W-CDMA, TD-CDMA, або TD-SCDMA на «ядрі» GSM. У цей час більшість операторів, що працюють як на мережах UMTS, так і інших стандартах типу FOMA, вибирають як технологію повітряного інтерфейсу W-CDMA.
Радіо-інтерфейс UMTS використовує в своїй роботі пару каналів із шириною смуги 5 МГц. Для порівняння, конкуруючий стандарт CDMA2000 використовує один або кілька каналів із смугою частот 1,25 МГц для кожного з'єднання. Тут же криється і недолік мереж зв'язку, що використовують W-CDMA: неекономічна експлуатація спектру та необхідність звільнення вже зайнятих під інші служби частот, що уповільнює розгортання мереж, як, наприклад, у США.
Згідно зі специфікаціями стандарту, UMTS використовує такий спектр частот: 1885—2025 МГц для передачі даних в режимі «від мобільного терміналу до базової станції» і 2110—2200 МГц для передачі даних в режимі «від станції до терміналу». У США через зайнятість спектру частот в 1900 МГц мережами GSM виділені діапазони 1710—1755 МГц і 2110—2155 МГц відповідно. Крім того, оператори деяких країн (наприклад, американський AT&T Mobility) додатково використовують смуги частот 850 МГц і 1900 МГц. Також уряд Фінляндії на законодавчому рівні підтримує розвиток мережі стандарту UMTS900, що покриває важкодоступні райони країни і використовує діапазон 900 МГц (у даному проекті беруть участь такі компанії як Nokia і Elisa Oyj.
Для операторів зв'язку, які вже надають послуги у форматі GSM, перехід у формат UMTS представляється легким з технічної точки зору і значно витратним одночасно: при створенні мереж нового рівня зберігається значна частина колишньої інфраструктури, але разом з тим отримання ліцензій та придбання нового обладнання для базових станцій вимагає значних капітальних вкладень.
Основною відмінністю UMTS від GSM є побудова повітряного середовища передачі даних на засадах Мережі Загального радіодоступу GERAN. Це дозволяє здійснювати стики UMTS з цифровими мережами інтегрованого обслуговування ISDN, мережею Internet, мережами GSM або іншими мережами UMTS. Мережа загального радіодоступу GeRAN включає три нижніх рівні моделі OSI (Open Systems Interconnection Model - модель Взаємодії Відкритих Систем), верхній з яких (третій, мережевий рівень) складають протоколи, що утворюють системний рівень управління радіоресурсу (протокол RRM ). Цей рівень відповідальний за управління каналами між мобільними терміналами та мережею базових станцій (у тому числі передача обслуговування терміналу між базовими станціями).

## Модемні пристрої
Доступ користувачів до послуги передачі даних мережі UMTS може забезпечуватися незалежно від типу використовуваного комп'ютера, шляхом застосування шлюзу доступу до мережі (cellular router), що використовує інтерфейс PCMCIA або USB. Частина програмного забезпечення встановлюється автоматично при виявленні операційною системою модема, і не вимагає додаткових знань з налаштування підключення до мережі.
Використання мобільного терміналу, що має доступ до мереж 3G, як маршрутизатора (модему) дозволяє встановити з'єднання з мережею Інтернет за допомогою Bluetooth або USB ноутбуків різних марок і виробників.

## Взаємодія мереж і міжнародний роумінг
UMTS і GSM задіюють різні механізми на рівні повітряного інтерфейсу, і тому не є сумісними. Проте останні розробки серед мобільних терміналів і карт доступу UMTS, що продаються на території Європи, США, Північної Африки і більшої частини Азії,  дозволяють працювати в мережах обох стандартів. Якщо абонент UMTS виходить із зони дії UMTS, його термінал автоматично перемикається на прийом і висилання сигналів у форматі GSM (навіть якщо мережі обслуговуються різними операторами зв'язку). Разом з тим, мобільні термінали стандарту GSM не можуть використовуватися в мережах UMTS.

## Конкуруючі стандарти
Попри те що UMTS реалізує останні розробки в галузі використання повітряного інтерфейсу, конкурентними по відношенню до цієї технології вважаються мережі FOMA, CDMA2000 і TD-SCDMA. З перерахованих тільки FOMA припускає використання W-CDMA.
У принципі, конкурувальний стандарт визначається, виходячи з конфігурації самої UMTS. Якщо UMTS націлена на передачу даних, то тут конкурувальними вважаються технології WiMAX і Flash-OFDM. Інша форма UMTS, UMTS-TDD, побудована на відмінній від W-CDMA технології передачі даних по повітрю (TD-CDMA) пропонує здійснювати обмін даними між базовою станцією та мобільним терміналом в одному спектрі, що є ефективним рішенням для надання роздільного доступу. У цьому випадку можна говорити про більш конкурентоспроможне рішення по відношенню до мереж, аналогічних WiMAX, ніж орієнтовані на голосовий трафік UMTS.
І CDMA2000, і W-CDMA узгоджені Міжнародним союзом електрозв'язку як частина родини IMT-2000 покоління 3G у додаток до технологій TD-CDMA, EDGE і власному стандарту КНР TD-SCDMA.
Більш вузька по відношенню до UMTS смуга пропускання CDMA2000 дозволяє набагато легше запустити цю технологію в місцях, де експлуатуються більш ранні мережі. По ряду причин оператори зв'язку можуть експлуатувати або UMTS, або GSM, але не обидві технології в одній смузі частот одночасно. Однак це не є великою проблемою, тому що в більшості регіонів розгортання двох мереж в одному спектрі вже обмежено законодавчим чином.
Більшість операторів GSM у Північній Америці, так само як і оператори в інших регіонах, використовують обладнання EDGE як найбільш близьку до 3G технологію. Американська AT&T Wireless запропонувала своїм абонентам цю послугу 2003 року, T-Mobile US — в жовтні 2005 року, канадська Rogers Wireless — наприкінці 2003 року. Литовський оператор Bitė Lietuva був одним з перших європейських операторів, що запропонували користувачам EDGE (грудень 2003 року), італійська компанія TIM зробила це 2004 року. Перевага EDGE полягає в тому, що вона може бути використана в смузі частот, займаних GSM, і легкості її впровадження на мобільних терміналах для виробників телефонів. Це легка, зручна в експлуатації і відносно недорога технологія, що служить тимчасовим рішенням для апгрейда мереж GSM: UMTS вимагає значніших вкладень і змін в архітектурі провайдера. Основним конкурентом цього додатку до мереж виступає CDMA2000.

## Недоліки
У деяких країнах (у тому числі США і Японії) порядок розподілу радіочастотного спектру не відповідає рекомендаціям Міжнародного союзу електрозв'язку, і в результаті UMTS не може бути розгорнута у спектрі, призначеному розробниками. Це вимагає нового підходу до обладнання мережі зв'язку, і перед виробниками ставиться завдання розробки нових технологічних рішень. Досвід експлуатації обладнання мереж GSM дозволяє зробити припущення, що незабаром на ринку з'явиться обладнання, яке зможе задовольнити вимогам замовників у всіх країнах світу, але його вартість буде значно вищою існуючих в цей час пропозицій. Проте така універсальність у кінцевому підсумку дозволяє знизити витрати по галузі в цілому, і в результаті абонент виявиться у вигоді.
На початку ери UMTS основними недоліками технології подаються такі моменти:
- Відносно висока вага мобільних терміналів поряд з низькою ємністю акумуляторних батарей;
- Технологічні складнощі коректного здійснення хендовера між мережами UMTS і GSM;
- Невеликий радіус стільника (для повноцінного надання послуг він становить 1-1,5 км).

В даний час однією з основних проблем залишається підвищене енергоспоживання в режимі UMTS в порівнянні з режимом GSM. Більшість виробників телефонів вказують різний час роботи для своїх пристроїв залежно від того, в якій мережі (GSM або UMTS) працює телефон - при цьому тривалість життя акумулятора в мережі UMTS значно коротша.
Друга проблема в перехідний від GSM до UMTS період — недостатнє покриття території мережею UMTS.